# クロスウェイブコミュニケーションズ
株式会社クロスウェイブコミュニケーションズは、かつて存在した日本の通信事業者である。インターネットイニシアティブ（IIJ）の社長であり創業者でもある鈴木幸一が社長であった。

## 沿革
- 1998年10月28日　トヨタ自動車、ソニー、IIJの3社合弁で、株式会社クロスウェイブ コミュニケーションズ(CWC)設立。東京都千代田区神田錦町3-21 クレスト安田ビル、代表取締役社長：鈴木 幸一[1][2]。
日本高速通信（テレウェイ）（その後KDDへの吸収合併を経て現在のKDDI)から光ファイバの心線をIRU（英語版）（破棄し得ない使用権）契約によって借り受け，DWDM（高密度波長分割多重）技術の100Gビット/秒級、超高速バックボーンを構築した。
- 1998年12月　第一種電気通信事業認可を受けた[3]。
- 1999年4月　高速バックボーンサービスを開始。1999年10月　広域LANプラットフォームサービス開始、日本初の広域LANサービスであった[4]。
- 2000年8月4日　米ナスダックに新規上場した。同年9月1日、古河電気工業、住友電気工業など5社と共同で、光ファイバー網の保守、管理を行う新会社クロスウェイブファシリティーズ、通信サービスの再販を行う全額出資子会社クロスウェイブ サービスを設立した[5]。
- 2002年7月18日 IIJとパワードコムは、事業統合を含めた事業運営の一体化について検討をしていると発表した。[6]
パワードコムの種市健社長とIIJの鈴木幸一 社長は、パワードコムと合併交渉を進めており、東京電力が筆頭株主である東京通信ネットワーク（TTnet）や、クロスウェイブコミュニケーションズ（CWC）も統合対象となることを明らかにした。[7]
- 2003年3月末　パワードコムとの統合破談[8]
- 2003年5月28日　企業向けIP電話サービスへの取り組み開始を発表した[9]。
- 2003年8月20日 トヨタ、ソニー、三井住友銀行による支援が打ち切られたことから、関連子会社2社、クロスウェイブファシリティーズ、クロスウェイブサービスと会社更生法申請した[1][10]。負債総額は2003年6月末で子会社を含め約684億円であった。
- 2003年8月27日　東京都墨田区で債権者集会開催。[11]
- 2003年9月29日　3次入札にKDDIとNTTコミュニケーションズが残り、CWCの保全管理人が折衝。[12]
- 2003年　　   　入札をやり直しNTTコムに決定[13]
- 2003年12月4日 国際サービス関連事業を除く全事業を約100億円でNTTコミュニケーションズへ営業譲渡した[4]。

## データセンター
- 1.東京 	1,300m2<1800ラック[14]>/2000年→ 4,800m2/2001年4月[15][16]
- 2.大阪　700m2<300ラック[14]>/2000年[15][16]
- 3.名古屋1,200m2/2000年[15][16]
- 4.札幌　600m2/2000年[15][16]
- 5.福岡　1,300m2/2000年[15][16]
- 6.仙台　500m2/2000年12月20日竣工[15][16]
- 7
- 8
- 9
- 横浜/横浜第1データセンター[17] 40,000m2/2002年2月1日[18](神奈川県横浜市都筑区/港北ニュータウン)[15][16]
- 大宮/埼玉第1データセンター[19]　14,000m2/2002年2月1日[20](埼玉県川口市/SKIPシティ)[15][16]

## 連結子会社
- 株式会社クロスウェイブファシリティーズ（通信工事会社）